# Акведук (проект Полисского)
«Акведу́к» — лэнд-артовский проект из снега Николая Полисского и Никола-Ленивецких промыслов, созданный в 2002 году возле деревни Никола-Ленивец на территории нынешнего Парка «Никола-Ленивец». Проект стал первым в серии арт-проектов, созданных Полисским в районе этой деревни.

## Описание
Лэнд-артовский проект Николая Полисского и Никола-Ленивецких промыслов, сделанный из снега, представляет собой подобие римского акведука.
Полисский расскажет о своём проекте спустя 11 лет:
Еще раз я работал со снегом в 2002 году. У меня всегда была мечта построить Маниловский мост через реку, и чтобы на нем сидели купцы, торговали. И вот наступила зима, классная, 35 градусов мороза, и мы решили строить. Начали сгребать снег на реке, делать наледь, но не учли масштаба. Наледь должна быть широкая, а мы сделали её достаточно узкой, и мост начал проваливаться под воду. Тогда мы перетащили его на землю и решили, что это будет сделанный из снега римский акведук! В деревне легко увязнуть в традиции, но к тому моменту у меня уже вполне созрела мысль о том, что мы в Никола-Ленивце приватизируем исторические архитектурные формы, изготавливая их в собственной деревне из подручных материалов, так потом и повелось.
Искусствовед Ирина Кулик отмечала:
На первый взгляд абсурдный акведук из снега Полисскому кажется если не функциональным, то логичным. Если назначение акведука — проводить воду, то почему не построить его непосредственно из кристаллизировавшейся в снежинки H2O?
Проект являлся частью российской экспозиции на XI Венецианской архитектурной биеннале, одном из важнейших событий в жизни российской архитектуры